# Antonio Bonetti
Antonio Bonetti (Bologna, 1710 – 1787) è stato un pittore italiano.

## Biografia
Attivo prevalentemente a Bologna nei dipinti di quadratura, fu allievo di Serafino Brizzi. 
A Bologna dipinse nella Chiesa di Santa Maria del Baraccano a Bologna e affrescò la stanza di Palazzo Orsi in via San Vitale, 28. Inoltre fu eletto nella Accademia Clementina..  
Suo allievo fu Vincenzo Conti.